# Арутюнян, Сурен Асатурович
Сурен Асатурович Арутюнян (род. 24 августа 1950, г. Москва, Россия) — художник, иллюстратор, фотограф. Является членом Союза профессиональных художников России. Совершил рабочие экспедиции более, чем в 70 стран.

## Происхождение
Сурен — потомственный художник, его предками были такие известные творческие деятели, как Сарьян Мартирос Сергеевич — армянский и советский живописец-пейзажист, график и театральный художник (годы жизни 1880—1972), а также Газарос Степанович Агаян — армянский писатель, педагог (годы жизни 1840—1911). Рубен Саркисян, также являющийся потомком рода Агаянов, создал подробную историю генеалогического древа, где помимо указанных выше, отмечено много талантливых творческих предшественников Сурена.

…продолжая наш обзор, вспомним самых заметных внуков Грикора Агаяна, младшего брата Газароса. Это — художник-плакатист Джонрид Агаян, сын Иосифа, и его родная сестра, художница по керамике Изабелла Агаян (по мужу — Арутюнян), уже упомянутая выше; все 3 их детей также посвятили себя изобразительному искусству, причём Сурену Арутюняну, сыну Изабеллы, на этом поприще удалось даже достичь международной известности.
— Р.Саркисян. Заметки к генеалогии рода Агаянов
Изабелла Агаян (Арутюнян), мать Сурена, была членом Союза художников СССР и занималась керамикой. Бабушка художника, Сусанна Михайловна Агаян после окончания ВХУТЕМАСа, работала главным художником московского шелкового комбината «Красная роза».

## Биография
Сурен родился в Москве в 1950 г. Изначально его семья жила на Плющихе, позднее переехала в Дом художников на Верхней Масловке в атмосферу творческой коммуны Городка художников.
В 1973 г. Арутюнян окончил Московское высшее художественно-промышленное училище им. Строганова и поступил в ряды Советской армии.
После возвращения со службы Сурен стал участвовать в неофициальных «квартирных» выставках. На большой выставке московских художников-нонконформистов в Доме культуры ВДНХ показывал сюрреалистические композиции, навеянные журналом «National Geographic», а также символами и «штампами» соцреализма. Выставка проходила с 20 по 30 сентября 1975 года.
В 1977 г. Сурен переехал на два года в Норвегию, где продолжил заниматься живописью, сотрудничал с издательскими домами Норвегии и Швеции, выставлялся в галереях разных городов Европы. В этот период характер творчества автора изменился в сторону «визуального реализма».
C 1979 по 1981 гг. получал образование в Нью-Йорке в Лиге студентов-художников Нью-Йорка (англ. Art Students League of New York). Сотрудничал в качестве художника-графика с книжными издательствами и рекламными агентствами. В их числе издательский дом Doubleday.
Периодически отправлялся в живописные и фотографические экспедиции по США, посетил Северную Африку, Латинскую Америку и остров Пасхи.
В 1989 году опубликовал свою первую монографию «Les Merveilles du Monde», которая объединила живопись и фотографии в форме диптихов и триптихов.
В 1990 году получил гражданство США, что облегчило возможность путешествовать. Проделал путь из Пакистана в Китай по южному маршруту шелкового пути — через горы Каракорум. В следующие годы посетил Центральную и Южную Африку, вновь Латинскую Америку. Жил и работал в деревнях Зимбабве и Сибири, Карабаха и островов Зеленого Мыса, Индии и Монголии.
В 1994 году выпустил следующую монографию «Шелковый путь», где были собраны живопись и фотографии, этнографические заметки и рассказы путешественников. Книга была напечатана итальянским издательством «Electa Napoli».
С 1996 года живет и работает на юге Португалии. Продолжает путешествовать. Объездил значительную часть Европы, Азии и Африки, посетил более 70 стран.

## Творчество
Сурен Арутюнян участвовал в большом количестве персональных и групповых выставок во многих городах мира.

### Персональные выставки
| Год  | Место                                                                | Город          | Страна     |
| ---- | -------------------------------------------------------------------- | -------------- | ---------- |
| 2017 | Галерея Классической Фотографии Выставка «Странник»                  | Москва         | Россия     |
| 2004 | Культурый центр Св. Лоренцо (порт. Centro Cultural São Lourenco)     | Алмансил       | Португалия |
| 2003 | Форум искусств (порт. Forma de Arte)                                 | Эсторил        | Португалия |
| 2003 | Галерея Вале де Лобо (порт. Galeria de Arte Vale do Lobo)            | Алмансил       | Португалия |
| 2003 | Галерея Рестарасао (порт. Galeria de Restauracao)                    | Ольян          | Португалия |
| 2002 | Форум искусств (порт. Forma de Arte)                                 | Эсторил        | Португалия |
| 2000 | Монастырь Св. Духа (порт. Convento Espírito Santo)                   | Лоле           | Португалия |
| 1999 | Музей искусств Хагар (норв. Haugar Vestfold Kunstmuseum)             | Вестфолд       | Норвегия   |
| 1998 | Культурный центр Св. Лоренцо (порт. Centro Cultural São Lourenco)    | Алмансил       | Португалия |
| 1998 | Галерея Прайа до Мар (порт. Galeria Praça do Mar)                    | Квартейра      | Португалия |
| 1997 | Галерея Эфемейра (порт. Galeria Efemera)                             | Санта-Катарина | Португалия |
| 1996 | Галерея Мойра (порт. Galeria Arte Moira)                             | Лисабон        | Португалия |
| 1996 | Галерея де Арте (порт. Galeria de Arte)                              | Фаро           | Португалия |
| 1996 | Галерея Розенберга и Кауфмана (англ. Rosenberg + Kaufman Fine Art)   | Нью-Йорк       | США        |
| 1995 | Галерея Примат (англ. Primart Gallery)                               | Кейптаун       | ЮАР        |
| 1995 | Галерея Сандро (англ. Sandro Gallery)                                | Хараре         | Зимбабве   |
| 1995 | Международная галерея искусств (порт. Galeria International de Arte) | Алмансил       | Португалия |
| 1994 | Галерея Мойра (порт. Galeria Arte Moira)                             | Лисабон        | Португалия |
| 1994 | Национальная галерея исусств (англ. National Art Gallery)            | Булавайо       | Зимбабве   |
| 1993 | Галерея Стивена Розенберга (англ. Stephen Rosenberg Gallery)         | Нью-Йорк       | США        |
| 1992 | Галерея Мойра (порт. Forma de Arte)                                  | Лисабон        | Португалия |
| 1991 | Галерея Мойра (порт. Galeria Arte Moira)                             | Лисабон        | Португалия |
| 1991 | Галерея Стивена Розенберга (англ. Stephen Rosenberg Gallery)         | Нью-Йорк       | США        |
| 1990 | Галерея Субал (англ. Subal Fine Arts)                                | Токио          | Япония     |
| 1980 | Галерея Бенгстон (англ. Gallery Bengtson)                            | Стокгольм      | Швеция     |
| 1979 | Галерея Союза ходожников (норв. Kunsterforbundet)                    | Осло           | Норвегия   |
| 1979 | Галерея Пан (англ. Gallery Pan)                                      | Линчёпинг      | Швеция     |
| 1979 | Галерея БиЗ (англ. Gallery BiZ)                                      | Кристиансанд   | Норвегия   |
| 1978 | Галерея Бенгстон (англ. Gallery Bengtson)                            | Стокгольм      | Швеция     |
| 1978 | Галерея Бигги (англ. Gallery Biggy)                                  | Ставангер      | Норвегия   |
| 1978 | Муниципальная ассоциация художников (норв. Kunstforening)            | Берген         | Норвегия   |

### Групповые выставки
| Год       | Место                                                                                                  | Город               | Страна         |
| --------- | --- | ------------------- | -------------- |
| 2012      | Культурный центр                                                                                       | Лагуш (порт. Lagos) | Португалия     |
| 2008      | Дворцовая галерея (порт. Palácio da Galeria)                                                           | Тавира              | Португалия     |
| 1998      | Галерея Мойра (порт. Galeria Arte Moira)                                                               | Лисабон             | Португалия     |
| 1997      | Музей университета Хофстра Хемпстед (англ. Hofstra U. Museum)                                          | Лонг-Айленд         | США            |
| 1996      | Ф. А.С (порт. F.A.C)                                                                                   | Порту               | Португалия     |
| 1996      | Галерея Патио (порт. Galleria Patio)                                                                   | Тавира              | Португалия     |
| 1995      | Галерея Эверард Реар (англ. Everard Rear Gallery)                                                      | Йоханнесбург        | ЮАР            |
| 1995      | «Искусство сейчас», Сантон (англ. Sandton)                                                             | Йоханнесбург        | ЮАР            |
| 1995      | Галерея де Арворе (порт. Galeria de Arvore)                                                            | Порту               | Португалия     |
| 1994      | Галерея Эверард Реар (англ. Everard Rear Gallery)                                                      | Йоханнесбург        | ЮАР            |
| 1993      | Галерея Далта (англ. Delta Gallery)                                                                    | Хараре              | Зимбабве       |
| 1993      | «Десятое лето», Галерея Стивена Розенберга (англ. Stephen Rosenberg Gallery)                           | Нью-Йорк            | США            |
| 1993      | Чикагская ярмарка искусств (англ. Chicago Art Fair)                                                    | Чикаго              | США            |
| 1991      | «Бумажный след», Галерея Стивена Розенберга (англ. Stephen Rosenberg Gallery)                          | Нью-Йорк            | США            |
| 1990      | Галерея Венгера (англ. Wenger Gallery)                                                                 | Лос-Анджелес        | США            |
| 1989      | «Пометки», Галерея Стивена Розенберга (англ. Stephen Rosenberg Gallery)                                | Нью-Йорк            | США            |
| 1988      | Галерея Ирина (англ. Gallery Irina)                                                                    | Детройт             | США            |
| 1987      | Международная галерея 52 (англ. Gallery International 52)                                              | Нью-Йорк            | США            |
| 1986      | Международная галерея 52 (англ. Gallery International 52)                                              | Нью-Йорк            | США            |
| 1979      | Галерея Билд ог Форм (швед. Galleri Bild og Form)                                                      | Вестерос            | Швеция         |
| 1978      | «Эротика», Галерея русского искусства (англ. Russian Art Gallery)                                      | Лондон              | Великобритания |
| 1978      | Свободное советское искусство (англ. Libera Art Sovietica)                                             | Генуя               | Италия         |
| 1978      | Осенний художественный салон (норв. Statens Hostutstilling)                                            | Осло                | Норвегия       |
| 1977      | Галерея Ратти (фр. Galerie Rattie)                                                                     | Париж               | Франция        |
| 1976—1975 | Участие в выставках художников-неконформистов, выставке в Доме культуры ВДНХ, в «квартирных» выставках | Москва              | Россия         |

### Публикации
2011 год — «Оптический обмен» — статья в журнале «Вокруг Света».
1994 год — монография «Шелковый путь» (англ. «The silk road») издательство «Электа» (Неаполь, Италия). По данным библиографической базы данных WorldCat книга входит в фонд следующих учреждений:
- Метрополитен-музей (англ. Metropolitan Museum of Art. Thomas J. Watson Library), г. Нью-Йорк, США[14].
- Нью-Йоркская публичная библиотека (англ. New York Public Library System), г. Нью-Йорк, США[15].
- Библиотека Колледжа Квинс (англ. Queens College. Benjamin Rosenthal Library), г. Нью-Йорк, США[13].
- Цифровая библиотека HathiTrust (англ. HathiTrust Digital Library Ann Arbor), г. Мичиган, США[13].
- Чикагский институт искусств (англ. Art Institute of Chicago. Ryerson & Burnham Libraries), г. Чикаго, США[13].
- Калифорнийский университет в Санта-Крузе (англ. University of California), г. Санта-Круз, США[16].
- Библиотека Университета Монаша (англ. Monash University Library), г. Клейтон, Австралия[17].
- Библиотека Сиднейского университета (англ. University of Sydney Library), г. Сидней, Австралия[17].

1990 год — Каталог «Остров Пасхи», г. Нью-Йорк, США.
1989 год — монография «Les Merveilles du Monde». По данным библиографической базы данных WorldCat работа входит в фонд следующих учреждений:
- Нью-Йоркский музей современного искусства (англ. Museum of Modern Art (MOMA)), г. Нью-Йорк, США[20].
- Нью-Йоркская публичная библиотека (англ. New York Public Library System), г. Нью-Йорк, США[21].
- Библиотека Смитсоновского института (англ. Smithsonian Institution Libraries), г. Вашингтон, США[22].
- Художественный музей Кливленда (англ. Cleveland Museum of Art), г. Кливленд, США[23].
- Библиотека колледжа Кеньон (англ. Kenyon College Library), г. Гамбьер, США[24].
- Библиотека Университета штата Мичиган (англ. KenyonMichigan State University Libraries), г. Мичиган, США[25].
- Библиотека Волкер Арт-Центра (англ. Walker Art Center Library), г. Миннеаполис, США[26].
- Библиотека Университет штата Аризона (англ. Arizona State University Libraries), г. Темпе, США[27].
- Музей современного искусства Сан-Франциско (англ. San Francisco Museum of Modern Art. SFMOMA), г. Сан-Франциско, США[18].
- Университет Южной Калифорнии (англ. San University of Southern California. USC Libraries), г. Лос-Анджелес, США.
- Саксонская государственная библиотека Дрездена (нем. Sächsische Landesbibliothek - Staats- und Universitätsbibliothek Dresden), г. Дрезден, Германия[28].
- швед. Libris Consortium, г. Стокгольм, Швеция[29].
- Библиотека и архив Британской галерии Тейт (англ. ТейтTate Library and Archive), г. Лондон, Англия[30].
- Музей изящных искусств (англ. Museum of Fine Arts), г. Бостон, США[19].
- Библиотека Национальной галереи Канады (англ. National Gallery of Canada Library), г. Оттава, Канада[31].
- Библиотека Корнеллского университета (англ. Cornell University Library), г. Нью-Йорк, США[32].
- Метрополитен-музей (англ. Metropolitan Museum of Art. Thomas J. Watson Library), г. Нью-Йорк, США[33].
- Музей искусств Филбрук (англ. Philbrook Museum of Art), г. Талса, США[34].

1989 год — Каталог «Чудеса света», г. Нью-Йорк, США.

### Работы в музеях и корпоративных коллекциях
Работы художника разместили следующии музеи и коллекции:

— Коллекция Нортона Доджа (англ. Norton Dodge Collection), Музей искусств Zimmerli, г. Нью-Брансуик, США.

— Коллекция Беррадо-Доджа (англ. Berrado Dodge Collection), Музей современного искусства, г. Нью-Брансуик, США.

— Корпорация Бенеттон (англ. Benetton Corp.), г. Порту, Португалия.

— Корпорация «Кристалтек» (англ. Kristaltech Corp.), г. Нью-Йорк, США.

— Корпорация «ДМ Ньюз» (англ. DM News), г. Нью-Йорк, США.

— Городской совет города Лоле в Португалии (порт. Câmara Municipal de Loulé).

— Отель Дон Карлос (порт. Hotel Dom Carlos), г. Лисабон, Португалия.

### Произведения
Сурен создает как отдельные полотна, так и целые серии, включающие живопись и фотографии.

Некоторые работы, принадлежащие авторству Сурена:
| Название работы                                                              | Год  | Характеристики              |
| ---------------------------------------------------------------------------- | ---- | --------------------------- |
| Без Названия. Из Серии "Путешествие (англ. Untitled, From The Travel Series) | 1990 | Холст; масло; 153х210 см.   |
| Без Названия (англ. Untitled)                                                | 1990 | Холст; масло; 152,5х203 см. |
| Триптих. Гуснек. Юта (англ. Тriptych. Gooseneck. Utah)                       | 1989 | 162x335 см.                 |
| Рынок в Маракеше (англ. Market in Marrakech)                                 | 1987 | 66x54 см.                   |
| Памятник (англ. Monument)                                                    | 1980 | Холст; масло; 96х71 см.     |
| Лестница (англ. Lestnitza)                                                   | 1980 | Холст; масло; 101х76,2 см.  |
| Яблоко на снегу (англ. Apples In The Snow)                                   | 1980 | Холст; масло; 70х92 см.     |
| Чайка (англ. Chayka)                                                         | 1980 | Холст; масло; 71х96 см.     |
| Приставная лестница (англ. The Ladder)                                       | 1980 | Холст; масло; 101х76,5 см.  |
| Прыжок в длину (англ. Long Jump)                                             | 1979 | Холст; масло; 120х90 см.    |
| Машина (англ. Mashina)                                                       | 1979 | Холст; масло; 76х105 см.    |
| Красная рыба (англ. Red Fish)                                                | 1979 | Холст; масло; 76х101,7 см.  |
| Античный подарок (англ. The Antique Gift)                                    | 1979 | Холст; масло; 75х75 см.     |
| День и ночь (англ. The Day And The Night)                                    | 1979 | Холст; масло; 80х61 см.     |
| Кошки в ее ванной (швед. Katterna I Hennes Bad)                              | 1979 | Холст; масло; 82х62 см.     |
| Условное наказание (швед. De Straffbara)                                     | 1979 | Холст; масло; 82х62 см.     |
| Леопард который пугает птиц (швед. En Leopard Som Skrämt En Fågel)           | 1979 | Холст; масло; 82х62 см.     |
| Пять копеек (англ. Five Kopeks)                                              | 1979 | Холст; масло; 94×66 см.     |
| Наркотики (англ. The Drugs)                                                  | 1978 | Холст; масло; 81х60 см.     |
| Старая Шкода, Фьёрдс (англ. The old Skoda, Fjords)                           | 1977 |                             |
| Телефон. Берген (англ. Phone booth. Bergen)                                  | 1977 |                             |

## Избранные публикации о художнике
Ряд избранных публикаций:

1994 год — Мозе Эдуардо Агвалуса (порт. Mose Eduardo Agualusa), статья в ежедневной газете «Publico» (Лисабон, Португалия).

1994 год — Лурдес Фериа (порт. Lourdes Feria), статья в журнале порт. «Casa Claudia» (Лисабон, Португалия).

1992 год — Надежда Шмакова, газетная статья «Искусство пластики» (порт. «Arte de Plastico») (Лисабон, Португалия).

1991 год — «Человек и природа» (англ. Man and Nature), издательство Аква Планет (англ. Aqua Planet) (Токио, Япония).

1990 год — Нэнси Гримс (англ. Nancy Grimes), эссе дле каталога «Остров Пасхи» (Нью-Йорк, США).

1989 год — Komar and Melamid, эссе к каталогу «Чудеса света» (Нью-Йорк, США).

## Интересные факты
— Сурен — автор обложки книги «In Iron Years», которую написал известный американский писатель-фантаст Гордон Руперт Диксон (англ. Gordon Rupert Dickson). Издательство Doubleday.

— Сурен также является автором обложки книги «The Gods of Cerus Major». Автор книги — Гари Алан Русе (англ. Gary Alan Ruse). Издательство Doubleday.

— две картины Сурена были проданы через аукцион Сотбис. Первая в 2001 году, вторая в 2006 году.

— в 2007 году картина «Прыжок в длину» (англ. Long Jump) была продана на аукционе Shapiro Auctions за $31 070.

— на монографию «Шелковый путь» ссылается Индийская Википедия в статье о Реке Хунзе.

— По данным крупнейшей в мире библиографической базы данных WorldCat, 10 отдельных работ автора в 18 разных публикациях на английском языке располагаются, по меньшей мере, в 45 библиотечных фондах по всему миру.